# Atdhe Mazari
Atdhe Mazari (Struga, 2 giugno 2001) è un calciatore albanese, attaccante del Varaždin.

## Biografia
Anche suo zio Egzon è un calciatore, che gioca nel Rabotnički.

## Carriera

### Club
Il 31 gennaio 2025 viene acquistato a titolo definitivo per 50.000 euro dalla squadra della prima divisione croata del Varaždin.

### Nazionale
Nel 2017 ha giocato 4 partite con la maglia della nazionale albanese Under-21.

## Statistiche

### Presenze e reti nei club
Statistiche aggiornate al 16 marzo 2025.
| Stagione          | Squadra           | Campionato        | Campionato | Campionato | Coppe nazionali | Coppe nazionali | Coppe nazionali | Coppe continentali | Coppe continentali | Coppe continentali | Altre coppe | Altre coppe | Altre coppe | Totale | Totale |
| Stagione          | Squadra           | Comp              | Pres       | Reti       | Comp            | Pres            | Reti            | Comp               | Pres               | Reti               | Comp        | Pres        | Reti        | Pres   | Reti   |
| ----------------- | ----------------- | ----------------- | ---------- | ---------- | --------------- | --------------- | --------------- | ------------------ | ------------------ | ------------------ | ----------- | ----------- | ----------- | ------ | ------ |
| 2020-gen. 2021    | Struga            | PL                | 7          | 0          | CM              | 1               | 0               | -                  | -                  | -                  | -           | -           | -           | 8      | 0      |
| gen.-giu. 2021    | Ohrid             | VL                | 1          | 0          | CM              | 0               | 0               | -                  | -                  | -                  | -           | -           | -           | 1      | 0      |
| 2021-feb. 2022    | Ohrid             | VL                | 0          | 0          | CM              | 0               | 0               | -                  | -                  | -                  | -           | -           | -           | 0      | 0      |
| Totale Ohrid      | Totale Ohrid      | Totale Ohrid      | 1          | 0          |                 | 0               | 0               |                    | -                  | -                  |             | -           | -           | 1      | 0      |
| feb.-giu. 2022    | Pobeda            | PL                | 0          | 0          | CM              | 0               | 0               | -                  | -                  | -                  | -           | -           | -           | 0      | 0      |
| 2022-gen. 2023    | Pobeda            | PL                | 16         | 4          | CM              | 0               | 0               | -                  | -                  | -                  | -           | -           | -           | 16     | 4      |
| Totale Pobeda     | Totale Pobeda     | Totale Pobeda     | 16         | 4          |                 | 0               | 0               |                    | -                  | -                  |             | -           | -           | 16     | 4      |
| gen.-giu. 2023    | Rabotnički        | PL                | 12         | 3          | CM              | 0               | 0               | -                  | -                  | -                  | -           | -           | -           | 12     | 3      |
| 2023-2024         | Rabotnički        | PL                | 33         | 7          | CM              | 1               | 0               | -                  | -                  | -                  | -           | -           | -           | 34     | 7      |
| 2024-gen. 2025    | Rabotnički        | PL                | 18         | 8          | CM              | 1               | 0               | -                  | -                  | -                  | -           | -           | -           | 19     | 8      |
| Totale Rabotnički | Totale Rabotnički | Totale Rabotnički | 63         | 18         |                 | 2               | 0               |                    | -                  | -                  |             | -           | -           | 65     | 18     |
| gen.-giu. 2025    | Varaždin          | 1. HNL            | 4          | 0          | CC              | 0               | 0               | -                  | -                  | -                  | -           | -           | -           | 4      | 0      |
| Totale carriera   | Totale carriera   | Totale carriera   | 91         | 22         |                 | 3               | 0               |                    | -                  | -                  |             | -           | -           | 94     | 22     |